# Sztuczny lód

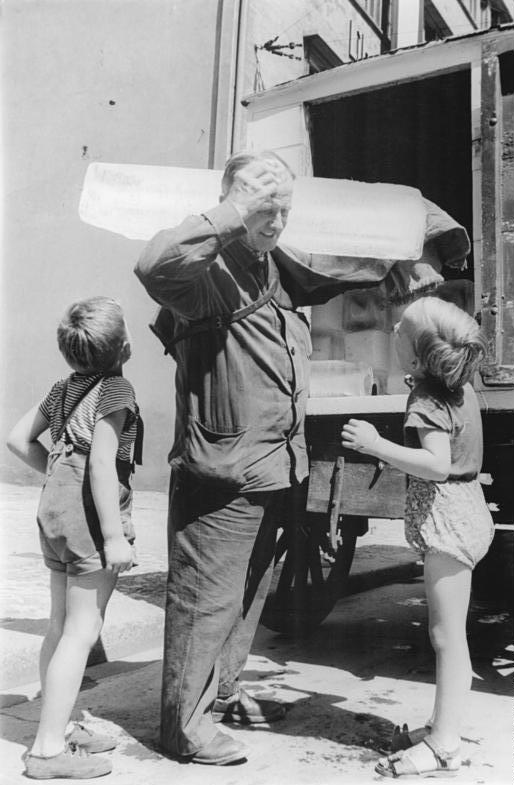
Sprzedawca z bryłą sztucznego lodu (Berlin, 1957)

Sztuczny lód – lód otrzymywany przez zamrożenie wody w wytwornicy lodu, w postaci bloków o masie od 25 do 200 kg, płyt, drobnych bryłek (np. łusek, kostek) lub śniegu. Po raz pierwszy sztuczny lód wytworzył w 1755 roku szkocki lekarz i chemik William Cullen.
W urządzeniach do produkcji sztucznego lodu, tzw. wytwornicach, przy pomocy których wytwarza się bryłki lodu lub śnieg stosowane jest chłodzenie bezpośrednie. Natomiast w wytwornicach lodu w postaci bloków, które są używane rzadziej, wykorzystywane jest chłodzenie pośrednie; w zbiorniku wypełnionym saletrą, która jest bezustannie mieszana, umieszczany jest parownik urządzenia chłodniczego wraz z formami na lód.
Lód sztuczny jest stosowany w transporcie chłodniczym oraz do celów konsumpcyjnych. Sztucznie wyrabiany lód wytwarzany jest z wody czystej bakteriologicznie, która filtrowana jest poprzez proces destylacji. Woda może też pochodzić ze studni artezyjskiej.
Do chłodzenia ryb używa się lodu sztucznego z wody morskiej.